# Elisabeth Kandt
Elisabeth Kandt   (1898 - octubre 1960) fou una soprano alemanya.
Va ser durant molts anys membre de l'Òpera de Frankfurt. La Temporada 1928-1929 va cantar al Gran Teatre del Liceu de Barcelona.